# Карл Лоренцо Австрійський
Карл Лоренцо (ісп. Carlos Lorenzo; 12 серпня 1573, Галапагар — 30 червня 1575, Мадрид) — син короля Іспанії та Португалії Філіпа II і його четвертої дружини Анни.

## Біографія
Карл Лоренцо був другою дитиною і другим сином Філіпа II і його четвертої дружини Анни.

### Смерть
Карл Лоренцо став жертвою високої дитячої смертності в той час. Його мати була на восьмому місяці вагітності коли Карл Лоренцо помер, через біль втрати королева, через кілька днів народила сина Дієго. Карл Лоренцо був єдиним сином Філіпа, що не носив титул принца Астурійського, хоча усі його брати окрім Філіпа померли в дитинстві